# DAF YP-408
O DAF YP-408 é um veículo blindado neerlandês com tração 6x8 produzido pela DAF. O veículo possui transmissão de cinco velocidades, uma caixa de transferência com duas velocidades (alta e baixa) e um motor a diesel de seis litros e seis cilindros.
Protótipos foram desenvolvidos no final dos anos 50, sendo produzido 815 veículos durante os anos 60. O YP-408 entrou em serviço em 1964 e se manteve em uso no Exército Neerlandês até 1987. Um número de viaturas que estavam no serviço neerlandês no Suriname foram transferidas para o Exército do Suriname após sua independência em 1975. A Força Aérea Portuguesa recebeu unidades do veículo em 1992, sendo operados pela Polícia Aérea até meados dos anos 2000.

## História
No final da década de 1950 foram desenvolvidos protótipos e de 1959 até 1968 foram produzidos 815 unidades para infantaria do exército neerlandês, que foram utilizados durante a Guerra Fria na Europa. Junto de viaturas de produção francesa AMX-VCI, o YP-408 foi utilizada de 1965 a 1986, sendo substituída por viaturas YPR-765, também produzidas pela DAF. De 1979 a 1983, o YP-408 foi utilizado por militares neerlandeses na missão de paz no sul do Líbano.
Em 1972, foram enviados por mar cinco YP-408 (quatro PWI-Gr e uma PWI-PC) para as Tropas das Forças Armadas dos Países Baixos no Suriname (TRIS), substituindo viaturas GMC Otter. Estas viaturas sofreram modificações de suas variantes originais, como a remoção de provisões para canhões sem recuo Carl Gustaf e lança rojões M72 LAW, remoção do rádio fixo da viatura (uma vez que a TRIS utilizava rádios portáteis como padrão) e do holofote e periscópios infravermelhos (IR).
Após a independência em 1975, os veículos blindados foram cedidos ao Exército do Suriname. Mais quatro viaturas foram adquiridas pelo novo país no final dos anos 70, totalizando nove viaturas operadas pelo Exército do Suriname. Estas viaturas foram utilizadas pelo Exército no Golpe de Estado de 1980 e durante a Guerra Civil do Suriname. Até 2015, somente uma viatura se encontrava em serviço.
Em março de 1992, os Países Baixos cederam 28 unidades do YP-408 a Portugal, que passaram a ser utilizados pela Polícia Aérea.

## Variantes

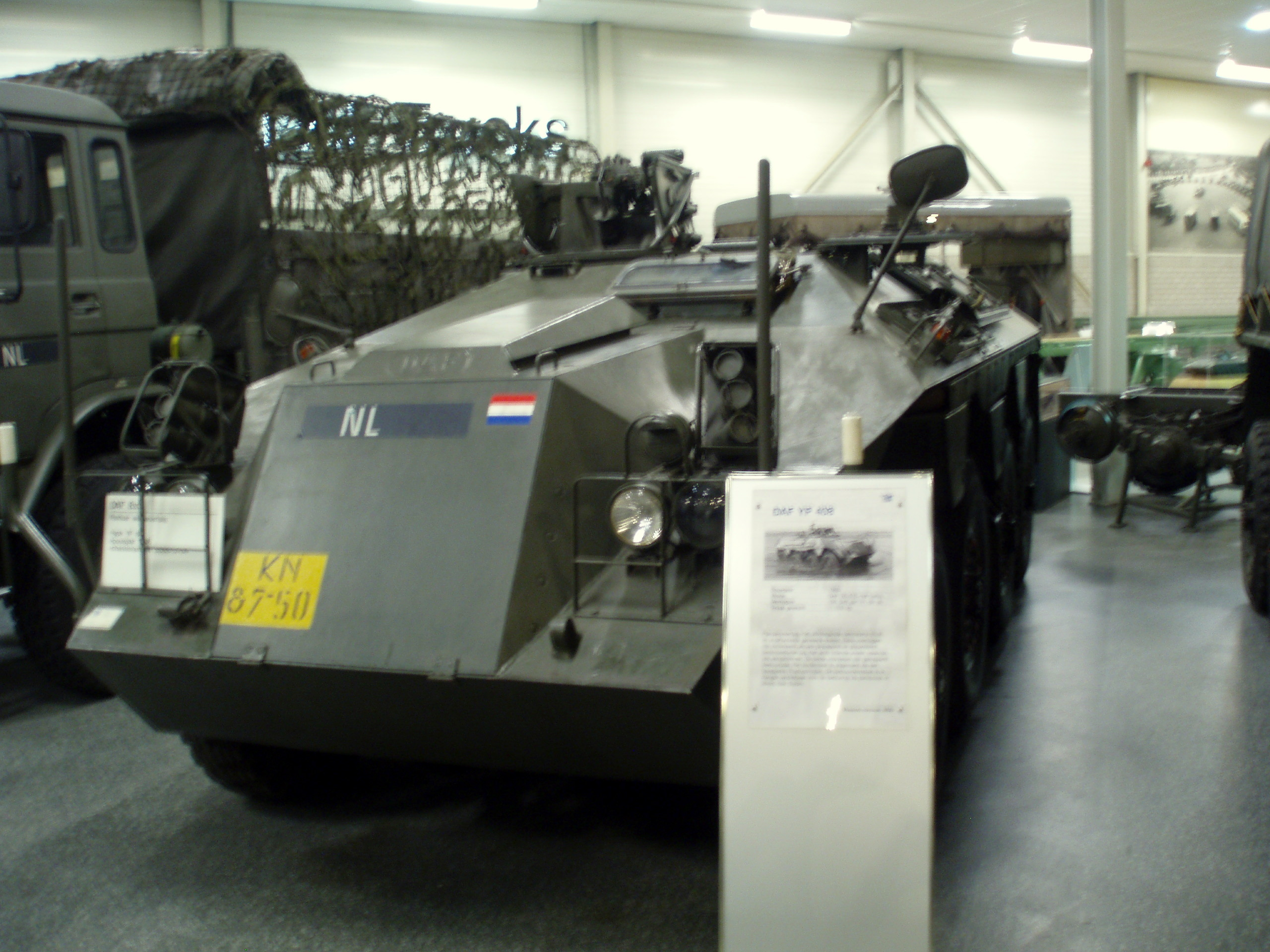
DAF YP-408 no museu DAF em Eindhoven

- YP408-PWI (Gr): Pantserwiel Infanterie Standaard (Groep)
- YP408-PWI-s (PC)/Pantserwiel Infanterie Standaard (Pelotonscommando)
- YP408-PWCO/Pantserwiel Commando
- YP4OB-PWGWT/Pantserwiel Gewondentransport
- YP408-PWV/Pantserwiel Vracht
- YP408-PWMT/Pantserwiel Mortier: Versão armada com um morteiro de 120 mm
- YP408-PWAT/Pantserwiel Antitank
- YP408-PWRDR/Pantserwiel Radar

## Operadores
- Países Baixos - Exército Neerlandês
- Portugal - Força Aérea Portuguesa: 28 unidades (22 PWI-Gr e 6 PWCO) cedidas em 1992 para a Polícia Aérea. Retiradas de serviço em meados dos anos 2000.[9]
- Suriname - Exército do Suriname: Nove unidades adquiridas entre 1975 até 1980.